# Ladestraße

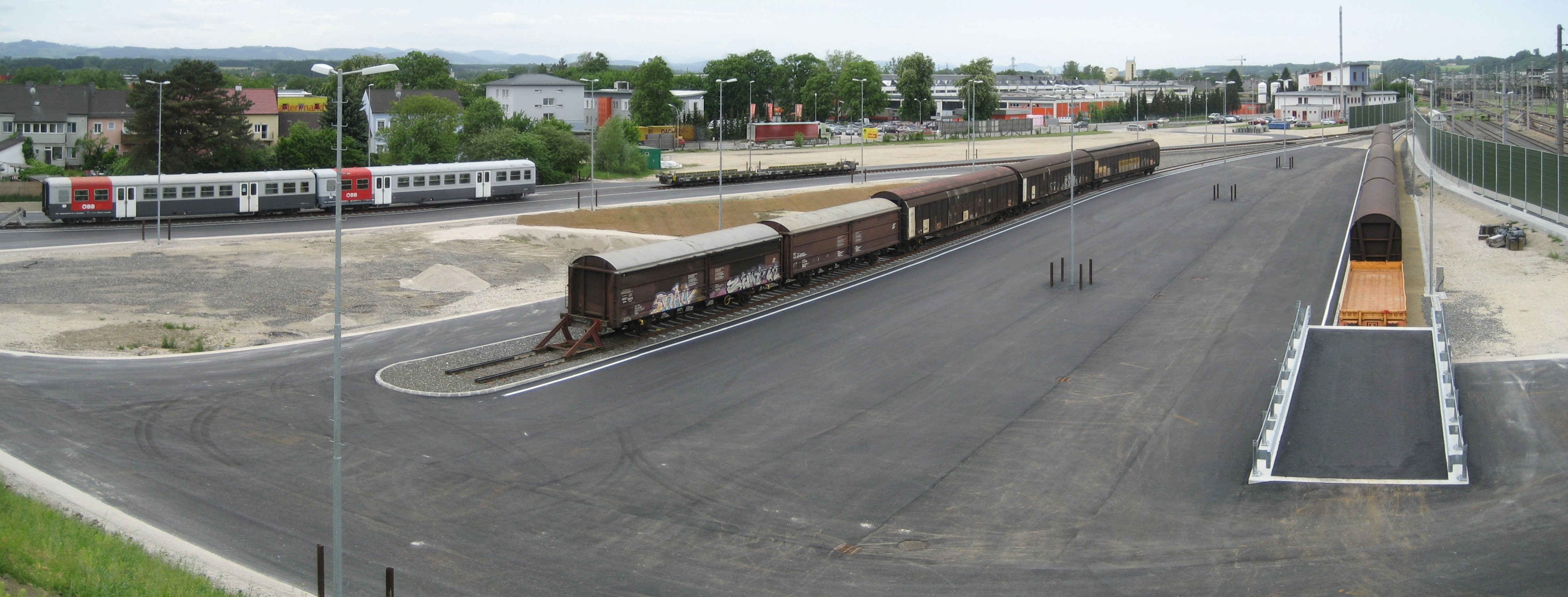
Ladegleise und Ladestraße im Bahnhof Amstetten

Eine Ladestraße ist eine Bahnanlage, die mit Straßenfahrzeugen zum Zwecke des Be- und Entladens von Eisenbahngüterwagen befahren werden kann. Das Eisenbahngleis, welches an der Ladestraße liegt und auf dem die Eisenbahngüterwagen zum Be- und Entladen bereitgestellt werden, wird Freiladegleis genannt. Oft findet sich auch die Bezeichnung Ladegleis, dies kann aber auch auf ein Gleis an einer Laderampe bezogen sein.
In der Regel befinden sich bei einer Ladestraße eine oder mehrere Laderampen sowie oft ein Güterschuppen, diese Einrichtungen werden aber nicht zur Ladestraße gezählt. Mitunter sind Ladestraßen mit ortsfesten Verladeeinrichtungen, z. B. mit Kränen oder Förderbändern, ausgerüstet, die das Umladen zwischen Straßen- und Schienenfahrzeugen erleichtern.